# E-Ring
E-Ring är en amerikansk dramaserie från 2005, skapad av David McKenna och Ken Robinson och producerad av Warner Bros. Television och distribuerad av NBC. Serien började sändas på NBC den 21 september 2005.
I E-Ring har Benjamin Bratt huvudrollen som major Jim Tisnewski, en officer som jobbar för försvarsdepartementet i Pentagons E-Ring (den yttersta av byggnadens fem koncentriska femhörningar, därav seriens namn) tillsammans med överste Eli McNulty, spelad av Dennis Hopper. Andra karaktärer i tv-serien är Sergeanten Jocelyn Pierce (Aunjanue Ellis) agenten Samantha 'Sonny' Liston (Kelly Rutherford), Bobby Wilkerson (Kerr Smith) och Charlie Gutierrez (Maurice Compte).
2006 vann serien en Emmy Award i kategorin "Bästa stuntkoordination" för avsnittet "Snatch and Grab" - Jimmy Romano.
Serien lades ned av NBC efter första säsongen på grund av låga tittarsiffror och avsnitt 15-22 sändes aldrig av NBC. De utländska TV-bolag som köpt in serien, bland andra FX i Storbritannien, Kanal 5 i Sverige, MTV 3 i Finland och Premiere i Tyskland, visade däremot alla 22 avsnitt som producerats.

## Huvudroller och gäststjärnor

### Rollista (i urval)
- Jim Tisnewski - Benjamin Bratt
- Jocelyn Pierce - Aunjanue Ellis
- Eli McNulty - Dennis Hopper
- Samantha 'Sonny' Liston - Kelly Rutherford
- Bobby Wilkerson - Kerr Smith
- Charlie Gutierrez - Maurice Compte

### Gästskådespelare
| - Steven Algazi - Joe Morton - Angie Aronson - Kelsey Oldershaw - Mark 'Doc' Jones - Tavis Bohlinger - Beth Wilkerson - Ashley Williams - Aaron Gerity - Andrew McCarthy - Ken Watkins - Mitch Morris - Ashley Nakahino - Brittany Ishibashi - Meeks - Billy Brown - Captain Shea - Jack Kehler - Javed Bakar - Ankur Bhatt - Rosenblatt - John D. LeMay | - Larry Kincaid - Robert Picardo - Raymond Metcalf - Alan Dale - Brendan Turrell - Andrew Borba - Danton - Richard Kind - David Lindstrom - Sam Hennings - Mitchell Sykes - Kirk B.R. Woller - Alejandro Aguilar - Maximillian Alexander - Jose Aguilar - Alex Fernandez - Mr. Aaronson - John Fletcher - Cole - Kevin Sizemore |

## Avsnitt
| - 1 - Pilotavsnitt - 2 - Snatch and Grab - 3 - Escape and Evade - 4 - Tribes - 5 - Weekend Pass - 6 - Toy Soldiers - 7 - Cemetary Wind: Del 1 - 8 - Cemetary Wind: Del 2 - 9 - Delta Does Detroit - 10 - The Forgotten - 11 - Christmas Story | - 12 - Breath of Allah - 13 - War Crimes - 14 - The General - 15 - Five Pillars - 16 - Fallen Angels - 17 - Friends and Enemies - 18 - The Two Princes - 19 - Brothers in Arms - 20 - Hard Sell - 21 - Isolation - 22 - Acceptable Losses |

## Priser
- Emmy Awards 2006 - Outstanding Stunt Coordination for episode "Snatch and Grab" - Jimmy Romano